# 大田区立小池小学校
大田区立小池小学校（おおたくりつ こいけしょうがっこう）は、東京都大田区上池台に位置する区立小学校である。

## 概要
1932年（昭和7年）に東京市池雪小学校分教場として現在の場所に開校。三年生までの208名が木造二階建て普通教室6、特別教室3を利用していた。
池上線沿いの東京の子育て人口の多い住宅地として生徒数は東京都屈指のマンモス校として機能してるが校庭の広さなど運動会の際に保護者があふれ生徒の数に見合ってないことは明らかである。
近年は中学受験をする家庭の子どもも多く学業において優秀な生徒も多い。
またそれが直接的な要因かは不明だが学級経営がうまくいかない教員の休職も近年よく見られる。その一方明るく穏やかなクラスも存在する。

## 教育方針
知恵があり 人の心を思いやり 心身ともにたくましい子

## 交通アクセス
最寄り駅：東急電鉄池上線洗足駅より徒歩約6分
最寄りバス停：[東急バス]森05東中より徒歩約6分